# SMS V 128
V 128 – niemiecki niszczyciel z okresu I wojny światowej. Czwarta jednostka typu V 125. Okręt wyposażony w trzy kotły parowe opalane ropą. Zapas paliwa 298 ton. W 1918 roku internowany w Scapa Flow. Złomowany w  1922 roku.